# Gómez de Tordoya
Gómez de Tordoya (Barcarrota, (Badajoz) España, ~1500 - Chupas, Perú, 16 de septiembre de 1542) fue uno de los exploradores y guerreros españoles que participaron en la conquista del Perú.

## Biografía
Durante los primeros años del siglo XVI, una avalancha de españoles invadía el territorio americano recién descubierto buscando remediar esas carencias que secularmente venían padeciendo. Por la proximidad del puerto de embarque de Sevilla, andaluces y extremeños acudían en masa al llamado de los caudillos que habían obtenido alguna concesión o capitulación territorial en el Nuevo Mundo.
Entre el colectivo de extremeños que entonces embarcaron para América, el conocido en la historiografía de la conquista peruana con el nombre de Gómez de Tordoya, su verdadero nombre era Gómez Tordoya de Vargas, quien había nacido en Barcarrota (Badajoz) hacia 1500 y era hijo de Hernando de Vargas. 
Gómez de Tordoya se incorporó a la conquista americana en Guatemala y militó a las órdenes del caudillo cántabro Alonso de Alvarado, pero al pedir socorros Francisco Pizarro desde el Perú durante la gran rebelión indígena, Gómez de Tordoya se integraba a la conquista peruana como capitán de un pelotón de 200 hombres que, para este auxilio, llegaban desde Panamá.
Gómez de Tordoya, parece ser que se había casado en Valverde de Leganés (Badajoz) con doña María de Chávez, y de este matrimonio se le conocen dos hijos, que actuaron también en Perú. Uno de ellos era Juan de Vargas que lo mataron los partidarios de Diego de Almagro y el otro se llamaba Gómez de Tordoya, igual que su padre: Algunos años después, este también murió en lucha con los indios en una incursión conquistadora.

## La gran rebelión
Los asuntos de competencias conquistadoras no marchaban bien entre Almagro y los Pizarro; las reclamaciones y los enfrentamientos verbales entre ambos caudillos eran frecuentes, y a esto ahora se sumaba que estando Francisco Pizarro en la tarea de organizar la recién fundada ciudad de Lima, el 6 de mayo de 1536, miles de indígenas a los órdenes de Manco Inca rodeaban el Cuzco, lo atacaban e incendiaban la ciudad, aprovechando las disensiones entre almagristas y pizarristas.. 
A Francisco Pizarro le preocupaba la suerte que correrían sus hermanos y los 190 españoles que se encontraban en la ciudad de Cuzco. Dada las circunstancias de inseguridad y peligro que se presentaban, desde varios enclaves peruanos concurrían los ejércitos españoles para auxiliar el Cuzco, pero todos los escuadrones hispanos eran aniquilados en el camino por la masiva contundencia indígena.
Ante tan desesperada situación y aniquilamiento de las mesnadas hispanas, Pizarro pide refuerzos a todos los gobernadores de Centroamérica. Al poco tiempo llegaban los barcos cargados de soldados para reforzar a las fuerzas peruanas. Entre las diversas naves de socorro que llegaron, en una de ellas acudía Gómez de Tordoya al mando de 200 soldados españoles, que a primeros de noviembre de 1536, se integraban a las tareas defensivas y decididamente intervenían en algunas batallas para contener o deshacer la rebelión incaica.   

## Enfrentamientos entre Almagro y Pizarro
Los continuos enfrentamientos verbales y las duras amenazas que se suscitaban entre almagristas y pizarristas, iban a desembocar en graves consecuencias que al final se traducirían en abierta guerra fratricida entre los conquistadores españoles que se encontraban en Perú. Estas crudas desavenencias entre ambos bandos, eran de suprema virulencia y provocaban enfrentamientos más significativos que los que, en aquellos momentos, deberían tener con los indios que tan decididamente se unían y habían provocado la gran rebelión.
Por las disputas del control y la posesión hegemónica de la ciudad de Cuzco, Almagro, al volver de Chile,  había encarcelado a Hernando y Gonzalo Pizarro para anularlos del control de la ciudad Imperial. De todas formas, hubo entrevista entre Diego de Almagro y Francisco Pizarro pero no se llegó a un concierto satisfactorio. Después de esta entrevista entre ambos caudillos los desaciertos y las traiciones desestabilizaron la concordia y agrandaron las ofensas, como consecuencia de este forcejeo político, Diego de Almagro sería detenido y encerrado en el Cuzco, donde iba a ser ejecutado en 1540.
Los peligrosos roces y la caprichosa ejecución de Almagro, traería otra consecuencia de peor calado puesto que el hijo de Almagro tomará venganza y sus partidarios asesinarán a Francisco Pizarro en su propia casa el 26 de julio de 1540. Una vez cometido el crimen, el tal hijo de Diego de Almagro (de igual nombre que su padre) se proclamaba gobernador de Perú y los de su partido se daban a la tarea de cometer los mayores desmanes y asesinar a varios de los incondicionales de los Pizarro.

## Batalla de Chupas
Tiras y aflojas de parte y parte, forcejeos por el poder, enfrentamientos dialécticos y acciones ofensivas entre los españoles de ambos bandos, desembocarían en sacar a relucir las armas para lavar con sangre las ofensas que, irresponsablemente, tanto unos como otros imponían con sus criterios hegemónicos y sus caprichosas decisiones.    
Antes estos problemas, la Corona enviaba a Perú a Cristóbal Vaca de Castro con el encargo de poner orden y concierto entre los dos caudillos, pero antes de llegar a Lima Diego de Almagro y Francisco Pizarro habían fallecido, y al autoproclamarse gobernador el hijo de Almagro, fue cuando Vaca de Castro, como representante de la Corona, se enfrentó con él y sus partidarios en la Batalla de Chupas.
Tanto las fuerzas reales como las rebeldes sufrieron grandes bajas, y entre los muchos realistas que murieron en la Batalla de Chupas, que se libró el 16 de septiembre de 1542, perecieron dos de los capitanes más sobresalientes que habían participado en la conquista peruana: Pedro Álvarez Holguín y Gómez de Tordoya 
El joven rebelde Diego de Almagro logró escapar de la batalla y refugiarse en Cuzco, pero una vez descubierto fue arrestado, y por orden de Vaca de Castro sería enjuiciado y ejecutado, con otros capitanes de su ejército.